# Carl Raddatz
Carl Raddatz, właśc. Carl Werner Fritz Raddatz (ur. 13 marca 1912 w Mannheim, zm. 19 maja 2004 w Berlinie) – niemiecki aktor filmowy i teatralny.

## Życiorys
Urodził się w rodzinie urzędnika ubezpieczeniowego Karla Hermanna Raddatza i jego żony Luisy Elisabethy. Początkowo pobierał lekcje aktorstwa w rodzinnym mieście, m.in. u Willy'ego Birgela. Od 1933 kolejne role zaprowadziły Raddatza na sceny teatralne w Akwizgranie, Darmstadt, Wormacji, Bremie i wreszcie do Berlina, która stała się jego domem artystycznym. Pod koniec lat 30. zaczął występować w filmach. Po raz pierwszy pojawił się na ekranie w 1938 jako grenadier dr Jens Kirchhoff w tendencyjnym filmie wojennym Karla Rittera Urlaub auf Ehrenwort. Szybko stał się popularną gwiazdą wytwórni filmowej UFA.
Po II wojnie światowej był oskarżony o współpracę przy produkowaniu hitlerowskich filmów propagandowych.
Był jednym z najpopularniejszych niemieckich artystów teatralnych. Znany też m.in. z udzielania głosu Stalinowi w dubbingach w telewizji niemieckiej. Był również aktorem głosowym, który współtworzył liczne słuchowiska radiowe.
W 1963 mianowany Berlińskim Aktorem Państwowym, w 1972 otrzymał Federalny Krzyż Zasługi i w tym samym roku został honorowym członkiem Staatliche Schauspielbühnen Berlin. W 1979 otrzymał „Złotą Opaskę Filmową” za wieloletnią i wybitną pracę w niemieckim filmie. Wycofał się ze sceny w 1986 i w następnym roku został uhonorowany „Płytą Ernsta Reutera” za wybitne osiągnięcia aktorskie.
Trzykrotnie żonaty. Od 1944 krótko był żonaty z aktorką Hannelore Schroth (1922–1987), związek zakończył się rozwodem. Drugą żoną była Hilde (zm. 1966), trzecią (od 2001) - Helga Cartsburg.
Zmarł w Berlinie, pochowany (obok swojej drugiej żony) na cmentarzu Dahlem (pole 005-35). W pogrzebie uczestniczył były prezydent federalny Richard von Weizsäcker. 

## Filmografia
- Urlaub auf Ehrenwort (1938) – grenadier dr Jens Kirchhoff
- Verklungene Melodie (1938) – Werner Gront
- Liebelei und Liebe (1938) – Günther Windgassen
- Silvesternacht am Alexanderplatz (1939) – Reinhardt
- Zwölf Minuten nach zwölf (1939) – jubiler Griffin
- Befreite Hände (1939) – Graf Joachim von Erken
- Wir tanzen um die Welt (1939) – Harvey Swington
- Zwielicht (1940) – Robert Thiele
- Golowin geht durch die Stadt (1940) – dr Robert Cannenburgh
- Wunschkonzert (1940) – Herbert Koch
- Über alles in der Welt (1941) – Carl Wiegand
- Stukas (1941) – kapitan Heinz Bork
- Heimkehr (1941) – dr Fritz Mutius
- Der 5. Juni (1942) – sierżant Richard Schulz
- Immensee (1943) – Reinhart Torsten
- Eine Frau für drei Tage (1944) – Hanns Jennerberg
- Opfergang (1944) – Albrecht Froben
- Das war mein Leben (1944) – dr Ophoven
- Die Schenke zur ewigen Liebe (1945) – Mathias Bentrup
- Unter den Brücken (1946) – Hendrik Feldkamp
- Zugvögel (1947) – Georg
- In jenen Tagen (1947) – żołnierz Josef
- Und finden dereinst wir uns wieder… (1947) – narrator
- Wohin die Züge fahren (1949) – Max Engler
- Schatten der Nacht (1950) – Richard Struwe
- Gabriela (1950) – Charlie Braatz
- Epilog – Das Geheimnis der Orplid (1950) – pianista Aldo Siano
- Taxi-Kitty (1950) – Charly
- Gift im Zoo (1952) – dr Martin Rettberg, dyrektor Zoo
- Türme des Schweigens (1952) – Robert Morrison
- Geliebtes Leben (1953) – Carl von Bolin
- Regina Amstetten (1954) – von Freyberg
- Geständnis unter vier Augen (1954) – dr Prigge
- Oasis (1955) – Antoine Vallin
- Rosen im Herbst (1955) – major von Crampas
- Nacht der Entscheidung (1956) – René Dobersin
- Das Mädchen Marion (1956) – dr Meining
- Das Mädchen Rosemarie (1958) – Konrad Hartog
- Jons und Erdme (1959) – Jons Baltruschowsky
- Verrat auf Befehl / The Counterfeit Traitor (1962) – Otto Holtz
- Jeder stirbt für sich allein (1976) – Otto Quangel
- Die Buddenbrooks (1979, serial tv) – Johann Buddenbrook sr

## Upamiętnienie
21 sierpnia 2012 na dawnym domu Carla Raddatza w Berlinie-Dahlem (Am Schülerheim 6) umieszczono tablicę pamiątkową upamiętniającą tego aktora.